# Afghan Football Club Chaman
O Afghan Football Club Chaman é um clube de futebol com sede em Chaman, Paquistão. A equipe compete no Campeonato Paquistanês de Futebol.

## História
O clube foi fundado em 1960.